# Joe Jackson (musiker)

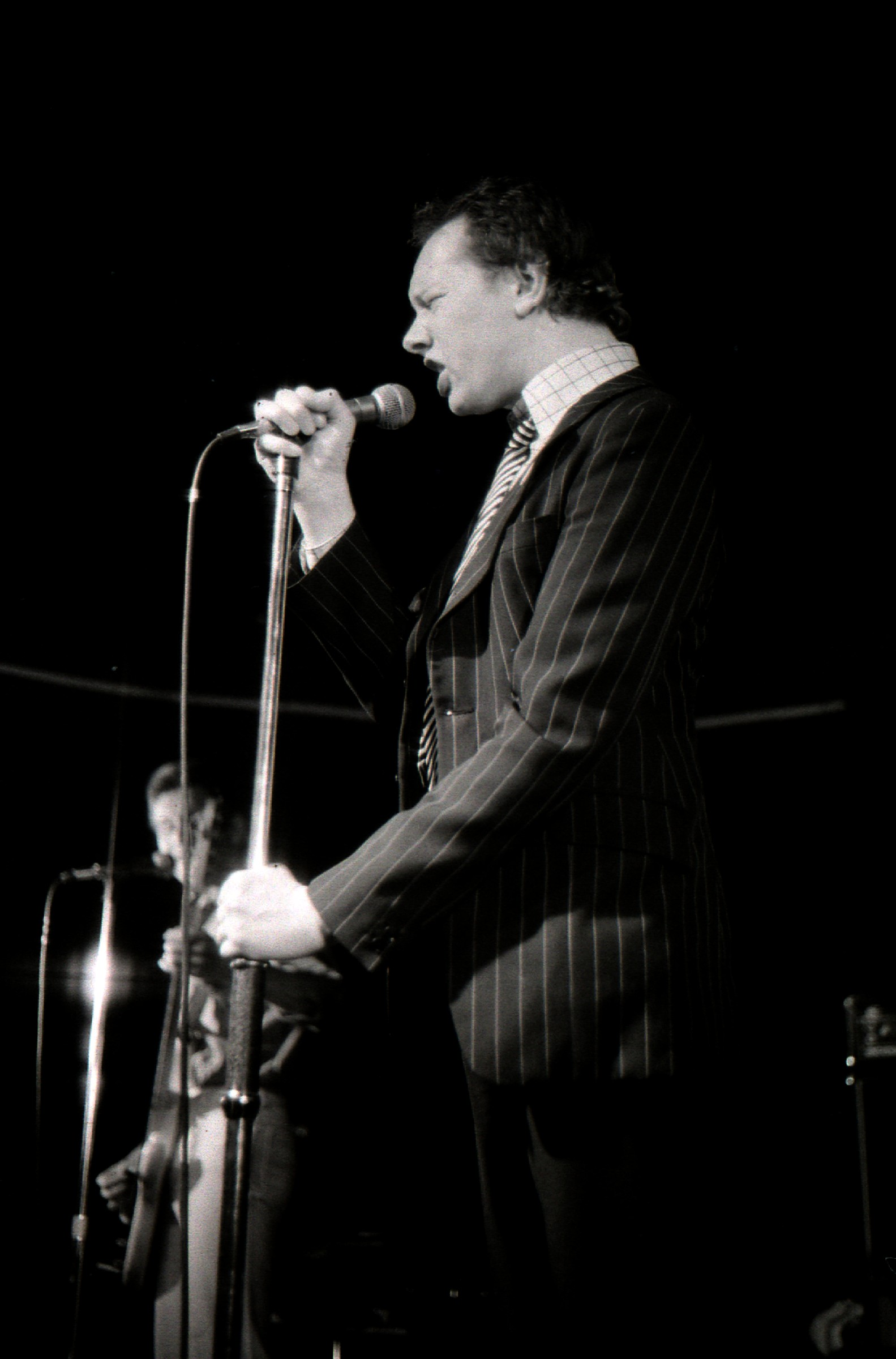
Joe Jackson 1979.

David Isn "Joe" Jackson, född 11 augusti 1954 i Burton-upon-Trent, Staffordshire, England, är en brittisk musiker och singer/songwriter. Han kom fram i punk- och new wave-vågen i slutet av 1970-talet med en musik i stil med Elvis Costello och Graham Parker och har därefter rört sig mellan en mängd olika musikstilar, bland annat jazz, reggae och klassiskt. Han har även komponerat filmmusik. 1982 hade han en topp 10-hit i England med låten "Steppin' Out" från albumet Night and Day.

## Diskografi
Studioalbum
- Look Sharp! (1979, A&M)
- I'm the Man (1979, A&M)
- Beat Crazy (1980, A&M)
- Joe Jackson's Jumpin' Jive (1981, A&M)
- Night and Day (1982, A&M)
- Mike's Murder Movie Soundtrack (1983, A&M)
- Body and Soul (1984, A&M)
- Big World (1986, A&M) No. 34 US,
- Will Power (1987, A&M)
- Tucker Original Soundtrack (1988, A&M)
- Blaze of Glory (1989, A&M)
- Laughter & Lust (1991, Virgin)
- Night Music (1994, Virgin)
- Heaven & Hell (1997, Sony)
- Symphony No. 1 (1999, Sony)
- Night and Day II (2000, Sony)
- Volume 4 (2003, Rykodisc)
- Rain (2008, Rykodisc)
- The Duke (2012, Razor & Tie)
- Fast Forward (2015, Caroline Records)
- Fool (2019, Edel AG)

Livealbum
- Big World (1986)
- Live 1980/86 (1988, A&M)
- Laughter & Lust Live (1991 Sharp Practice Inc. ; Warner Music Vision) [Live vid State Theatre, Sydney, Australia, 20 september 1991]
- Summer in the City: Live in New York (2000, Sony)
- Two Rainy Nights (2002, Great Big Island)
- AfterLife (2004, Rykodisc)
- Live at the BBC (2009, Spectrum)
- Live Music (2011, Razor & Tie)
- Live in Germany 1980 (2011 Immortal)
- Live at Rockpalast  (2012 Mig Made in Germany Music (Sony Music)

Samlingsalbum
- Stepping Out: The Very Best of Joe Jackson (1990)
- Joe Jackson Greatest Hits (1996)
- This Is It! (The A&M Years 1979–1989) – Joe Jackson) (1997, A&M)
- Joe Jackson – Collected (2010, Universal Nashville)
- Steppin' Out - The Collection (2014, A&M)